# Бинетто
Бинетто (итал. Binetto) — коммуна в Италии, располагается в регионе Апулия, в провинции Бари.
Население составляет 2052 человека (2008 г.), плотность населения составляет 121 чел./км². Занимает площадь 17 км². Почтовый индекс — 70020. Телефонный код — 080.
Покровителем коммуны почитается святой Крискентий, празднование во второй вторник марта.

## Демография
Динамика населения:

## Администрация коммуны
- Официальный сайт: